# Bayerischer Museumspreis
Der Bayerische Museumspreis wird seit 1991 alle zwei Jahre durch die Versicherungskammer Kulturstiftung an ein nichtstaatliches Museum in Bayern verliehen. 

## Beschreibung
Die Preisverleihung findet im Rahmen des Bayerischen Museumstages der Landesstelle für die nichtstaatlichen Museen in Bayern statt. Ziel ist, die Kulturarbeit der bayerischen Museen zu würdigen und zu fördern. Die Prämierung setzt eine herausragende Museumsarbeit voraus. 
Seit 2015 wird der Bayerische Museumspreis in zwei Kategorien vergeben: Ein Preis, dotiert mit 20.000 €, an ein Museum mit haupt- oder nebenamtlich-wissenschaftlicher Leitung und ein Preis, dotiert mit 10.000 €, an ein ehrenamtlich geführtes Museum. Voraussetzung für eine Bewerbung ist eine beispielhafte Neueinrichtung oder Neugestaltung mit wegweisenden Ansätzen im Bereich der Sammlungspräsentation und der didaktischen Vermittlung, museumspädagogische Projekte mit Modellcharakter und vorbildliche Projekte der Konservierung und Restaurierung.

## Preisträger
- 1991: Fränkisches Freilandmuseum Bad Windsheim
- 1993: Bezirksmuseum Dachau
- 1995: Schloßmuseum Murnau
- 1997: Historisches Museum Bayreuth
- 1999: Museum der Stadt Miltenberg
- 2001: Museum Altomünster
- 2003: Fabrikmuseum Roth
- 2005: Museum im Kulturspeicher Würzburg
- 2007: Maximilianmuseum Augsburg; Sonderpreis an das Freilichtmuseum Massing
- 2009: Museum Dingolfing, Sammlung Industriegeschichte
- 2011: KZ-Gedenkstätte Flossenbürg
- 2013: Stadtmuseum Kaufbeuren
- 2015: 
  - Deutsches Hutmuseum Lindenberg (haupt- oder nebenamtlich)
  - Augustiner-Chorherren-Museum Markt Indersdorf (ehrenamtlich)
- 2017
  - HopfenBierGut – Museum im Kornhaus Spalt (haupt- oder nebenamtlich)
  - Heimatmuseum Vilsbiburg (ehrenamtlich)
- 2019: 
  - Museum Oberschönenfeld (haupt- oder nebenamtlich)
  - Staffelseemuseum in Seehausen (ehrenamtlich)
- 2021: 
  - Medizinhistorisches Museum Ingolstadt (haupt- oder nebenamtlich)
  - Spix-Museum in Höchstadt an der Aisch (ehrenamtlich)
- 2023:[1]
  - Holzknechtmuseum Ruhpolding (haupt- oder nebenamtlich)
  - Museum Rotes Schulhaus in Rinchnach (ehrenamtlich)
- 2025:[2]
  - Stadtmuseum Burghausen (haupt- oder nebenamtlich)
  - Goldbach Museum Ergoldsbach (ehrenamtlich)